# Institut Saint-Laurent
L'institut Saint-Laurent est un établissement scolaire belge ayant été fondé en 1919 par le diocèse de Liège pour contribuer au redressement économique du bassin industriel liégeois qui manquait d’ouvriers au lendemain de la Première Guerre mondiale. A peine 56 apprentis ajusteurs s’étaient assis sur les bancs de l’institut.
En 2019, ils étaient désormais 900 à y suivre des formations, notamment dans les secteurs :
- du métal
- du bois
- de la construction
- de la mécanique automobile
- de l’information
- et bientôt de la logistique[1].

En 2023, L’Institut Saint-Laurent secondaire vise des finalités très concrètes, centrées sur l’acquisition d’un métier en fin de sixième, septième ou la poursuite dans l’enseignement supérieur. Nos vingt-six métiers, à découvrir ci-dessous, sont tous situés dans des secteurs qui recrutent activement sur le bassin de Liège. Les secteurs sont les suivants :
- L’électricité
- L’automation
- L’électronique
- Informatique
- Fabrication métallique
- Froid/ climatisation
- Construction
- Carrelage
- Menuiserie/charpente
- Automobile
- Logistique
- Maintenance industrielle [2].

Les études y sont possibles à différents niveaux :
- Les études de qualification technique préparent à une entrée dans le métier à la sortie d’une 6e ou 7e année, avec un diplôme très recherché sur le marché de l’emploi. Le diplôme acquis en fin de 6ème année permet l'accès à l'enseignement supérieur.

- Les études de qualification professionnelle sont destinées aux étudiants qui préfèrent un maximum de pratique manuelle. Pour la plupart des options, le passage par une 7ème année professionnelle permet l'obtention du CESS qui permet l'accès à l'enseignement supérieur.

Comme son nom l'indique, l’Institut Saint-Laurent Liège est une école catholique, et son enseignement engagé est basé sur le projet éducatif chrétien. Humaniste, il est ouvert à tous, quels que soient le passé scolaire ou les origines de chacun.